# Ed Butowsky
Edward "Ed" Wayne Butowsky (Chappaqua, Estat de Nova York, 12 de febrer de 1962) és un assessor i analista financer estatunidenc. Aquest milionari republicà, fervent partidari de Donald Trump, es veu acusat d'ençà el plet del detectiu Rod Wheeler de l'1 d'agost de 2017, d'haver participat en la fabricació d'una conspiració amb Fox News sobre l'assassinat de Seth Rich, un empleat del Partit Demòcrata.